# Cataumut
Cataumut /Codtaumut; kod Bournea (1674.) Codtanmut/, selo Nauset Indijanaca na području današnjeg okruga Barnstable na mjestu današnjeg Mashpeeja (Swanton) ili Fallmoutha (Hodge). Godine 1674. u njemu je živjelo nešto pokrštenih Indijanaca (Praying Indians), a nešto mješanaca preostalo je sve do 1792. godine. 